# Aire d'attraction de Lagnieu
L'aire d'attraction de Lagnieu est un zonage d'étude défini par l'Insee pour caractériser l’influence de la commune de Lagnieu sur les communes environnantes.

### Carte

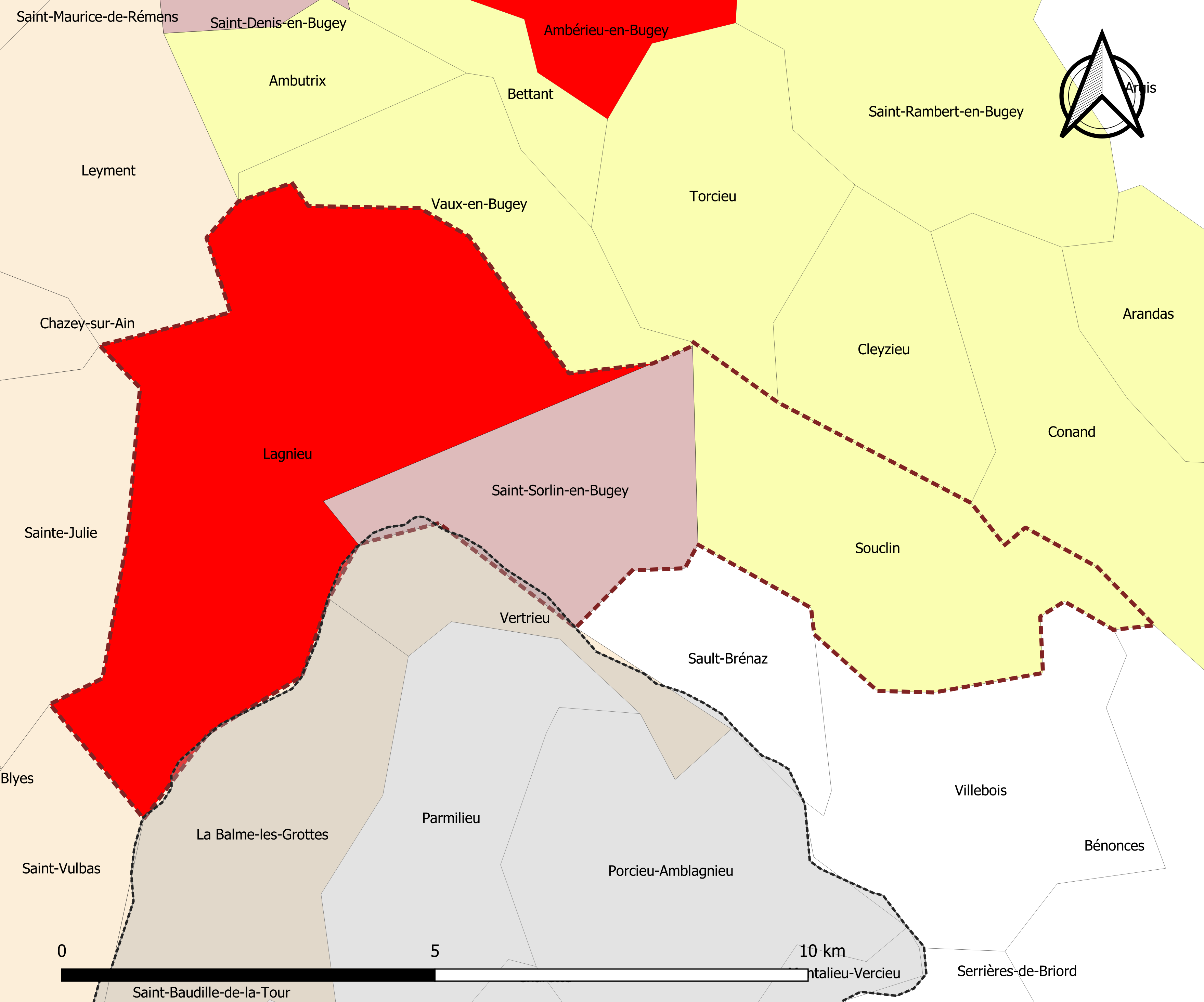
Carte de l'aire d'attraction de Lagnieu.
Commune-centre
Commune du pôle principal
Commune de la couronne

## Définition
L'aire d'attraction d'une ville est composée d’un pôle, défini à partir de critères de population et d’emploi ainsi que d’une couronne constituée des communes dont au moins 15 % des actifs travaillent dans le pôle. Le pôle d’attraction constitue ainsi un point de convergence des déplacements domicile-travail,.

## Géographie
L’aire d'attraction de Lagnieu est une aire intra-départementale qui comporte 3 communes dans l'Ain. 

### Composition communale
| Nom                      | Code Insee | Département | Statut                    | Superficie (km2) | Population (dernière pop. légale) | Densité (hab./km2) | Modifier                                    |
| ------------------------ | ---------- | ----------- | ------------------------- | ---------------- | --------------------------------- | ------------------ | ------------------------------------------- |
| Lagnieu (commune-centre) | 01202      | Ain         | commune-centre            | 27,25            | 7 321 (2022)                      | 269                | modifier les données · modifier les données |
| Saint-Sorlin-en-Bugey    | 01386      | Ain         | commune du pôle principal | 9,07             | 1 140 (2022)                      | 126                | modifier les données · modifier les données |
| Souclin                  | 01411      | Ain         | commune de la couronne    | 13,19            | 263 (2022)                        | 20                 | modifier les données · modifier les données |

## Démographie
Cette aire est catégorisée dans les aires de moins de 50 000 habitants, une catégorie qui regroupe 12,2 % au niveau national.